# Нефтехимик (футбольный клуб, Нижнекамск)
«Нефтехи́мик» — российский футбольный клуб из Нижнекамска. Основан в 1991 году.

## История
Команда «Нефтехимик» была создана при нижнекамском химкомбинате в середине 1960-х годов. До 1990 года участвовала только в республиканских соревнованиях, в 1990 играла на коммерческом турнире «Футбол России». Разделив в финале, проходившем в подмосковных Мытищах, первое место с хозяевами, клуб завоевал право принять участие во второй низшей лиге СССР.

### 1990-е
Дебютный год оказался вполне успешным, так как клуб занял девятое место из 22-х в 7-й зоне. На следующий год (стал проводиться чемпионат России, «Нефтехимик» был включён во вторую лигу) руководство клуба поставило задачу подняться в первую лигу. В межсезонье команда укрепилась опытными игроками. По итогам сезона клуб стал лучшим по показателю забитые-пропущенные мячи, заняв 1-е место в зональном турнире. Произошла смена президента клуба. Место Равиля Шияпова занял Наиль Гизатуллин. Также сменился и главный тренер, им стал Владимир Муханов.
Сезон 1993 года был очень сложным. Из-за реорганизации первой лиги клуб должен был занять место не ниже седьмого в своей зоне. Новым главным тренером стал заслуженный тренер России Геннадий Сарычев. Во втором круге команда прилично усилилась новыми футболистами, в конце выдав серию из девяти беспроигрышных матчей. Благодаря победе в последнем туре в гостях над решившим задачу «Соколом» (2:1), «Нефтехимик» опередил «Рубин», проигравший в Ярославле «Шиннику», и занял 7-е место.
В 1/16 финала Кубка России нижнекамцы встречались с московским «Спартаком» и проиграли со счётом 0:5.
Перед сезоном 1994 клуб усилился несколькими игроками. От команды не требовались большие результаты, но «Нефтехимик» провёл отличный сезон и занял 6-е место в ставшем единым турнире первой лиги. И многие специалисты заявляли, что на берегах Камы появилась интересная команда.
В следующем сезоне была поставлена задача подготовить команду к выходу в высшую лигу, который планировался на следующий сезон. По итогам сезона клуб занял седьмое место, что расценивалось как удачное выступление. По итогам сезона были допущены селекционные ошибки, в результате чего после первого круга произошла смена главного тренера.
В сезоне 1997 года клуб вновь выступал ниже своих возможностей, в результате чего состоялась очередная смена тренера. Команду вновь возглавил Сарычев. После провального первого круга первенства-1998 Сарычев был уволен, а призван спасти команду был Борис Синицин. В итоге команда по результатам переходных матчей с московским «Торпедо-ЗИЛ» выбыла во второй дивизион. В сезоне 1999 заняла там 2-е место в зоне «Урал».

### 2000-е
В сезоне-2000 «Нефтехимик» под руководством Ивана Буталия, возглавлявшего команду второй год, решил задачу выхода в первый дивизион, не проиграв ни одного матча. На протяжении следующих четырёх сезонов команда играла в первом дивизионе. А затем, после вылета в 2004 году, играла во втором дивизионе следующие семь сезонов, и лишь в последнем из них перед «Нефтехимиком» была поставлена задача выхода в первый дивизион, а до этого за команду играли в основном молодые футболисты, и серьёзных турнирных задач не ставилось.
В 2007 году «Нефтехимик» заключил соглашение с казанским футбольным клубом «Рубин» о взаимодействии и партнёрстве, к 2011 году став неформальным фарм-клубом «Рубина». Выходя в ФНЛ, клуб сильно обновлял состав команды, к заключительной части полуторагодичного сезона освобождая многих футболистов, причастных к завоёвыванию путёвки наверх, и укомплектовываясь, в частности, молодёжью «Рубина». В первом после возвращения в подэлитный дивизион сезоне (2012/13) команда под руководством тренера Дмитрия Огая повторила результат 1995 года (7-е место), периодически по ходу турнира пребывая в зоне переходных матчей за выход в премьер-лигу, а по итогам следующего — вылетела в ПФЛ, сохранить место в лиге помешали существенные изменения в составе. В этот период в играх за «Нефтехимик» успешно проявили себя экс-«рубиновцы» Игорь Портнягин и Соломон Кверквелия, игравшие за нижнекамскую команду на правах аренды в первой части сезона 2012/13, а также Руслан Камболов (2013/14), которого «Рубин» также забрал после первой части сезона.
С 2016 года «Нефтехимик» является самостоятельной командой, перестав быть фарм-клубом. Стабильное финансирование ещё с 2011 года стало обеспечиваться группой компаний ТАИФ, тогда же Гизатуллина, ставшего директором клуба, сменил новый призедент Тимур Шигабутдинов.
По итогам сезона 2016/17 вернувшаяся в ФНЛ команда с 27 очками финишировала на последнем 20-м месте, отправившись в ПФЛ. Но сумела вернуться в ФНЛ по итогам сезона 2018/19, после двух лет пребывания в лиге ниже. В недоигранном из-за ситуации, сложившейся на фоне пандемии коронавируса, сезоне 2019/20 «Нефтехимик» добился лучшего результата — 5-го места, на этот раз сохранив костяк команды, победившей в ПФЛ. В декабре 2020 года возглавлявший команду три года Юрий Уткульбаев покинул клуб вследствие неудачного отрезка, вмещавшего шесть поражений подряд.
13 января 2021 года новым главным тренером был назначен Кирилл Новиков. В сезоне 2022/23 команда заняла 6-е место.

## Результаты выступлений

### Первенство СССР
| Сезон | Лига/Дивизион              | Место   | И  | В  | Н | П  | Мячи  | О  |
| ----- | -------------------------- | ------- | -- | -- | - | -- | ----- | -- |
| 1991  | Вторая низшая лига, зона 7 | 9 из 22 | 42 | 20 | 6 | 16 | 52-36 | 46 |

### Первенство и Кубок России
| Сезон   | Лига/Дивизион                  | Место    | И  | В  | Н  | П  | Мячи  | О  | Кубок     | Примечания                                          |
| ------- | ------------------------------ | -------- | -- | -- | -- | -- | ----- | -- | --------- | --------------------------------------------------- |
| 1992    | Вторая лига, зона 5            | 1 из 18  | 34 | 22 | 10 | 2  | 72-16 | 54 | 1/16      | Выход в первую лигу                                 |
| 1993    | Первая лига, Центр             | 7 из 20  | 38 | 18 | 9  | 11 | 45-33 | 45 | 1/16      |                                                     |
| 1994    | Первая лига                    | 6 из 22  | 42 | 18 | 11 | 13 | 56-40 | 47 | 1/32      |                                                     |
| 1995    | Первая лига                    | 7 из 22  | 42 | 20 | 5  | 17 | 55-50 | 65 | 1/16      |                                                     |
| 1996    | Первая лига                    | 13 из 22 | 42 | 15 | 10 | 17 | 45-55 | 55 | 1/32      |                                                     |
| 1997    | Первая лига                    | 11 из 22 | 42 | 19 | 4  | 19 | 53-54 | 61 | 1/16      |                                                     |
| 1998    | Первый дивизион                | 17 из 22 | 42 | 15 | 7  | 20 | 44-56 | 52 | 1/128     | Вылет во второй дивизион (по итогам перех. матчей)  |
| 1999    | Второй дивизион, Урал          | 2 из 16  | 30 | 19 | 9  | 2  | 55-19 | 66 | 1/32      |                                                     |
| 2000    | Второй дивизион, Урал          | 1 из 16  | 30 | 26 | 4  | 0  | 82-18 | 82 | 1/128     | Выход в первый дивизион (по итогам стыковых матчей) |
| 2001    | Первый дивизион                | 11 из 18 | 34 | 13 | 4  | 17 | 49-56 | 43 | 1/16      |                                                     |
| 2002    | Первый дивизион                | 14 из 18 | 34 | 11 | 5  | 18 | 34-49 | 38 | 1/32      |                                                     |
| 2003    | Первый дивизион                | 16 из 22 | 42 | 14 | 9  | 19 | 50-60 | 51 | 1/32      |                                                     |
| 2004    | Первый дивизион                | 19 из 22 | 42 | 11 | 12 | 19 | 38-57 | 45 | 1/32      | Вылет во второй дивизион                            |
| 2005    | Второй дивизион, Урал-Поволжье | 14 из 19 | 36 | 10 | 11 | 15 | 41-40 | 41 | 1/256     |                                                     |
| 2006    | Второй дивизион, Урал-Поволжье | 11 из 13 | 24 | 4  | 7  | 13 | 23-38 | 19 | 1/256     |                                                     |
| 2007    | Второй дивизион, Урал-Поволжье | 13 из 14 | 26 | 7  | 4  | 15 | 29-50 | 25 | 1/256     |                                                     |
| 2008    | Второй дивизион, Урал-Поволжье | 14 из 18 | 34 | 10 | 10 | 14 | 39-43 | 40 | 1/256     |                                                     |
| 2009    | Второй дивизион, Урал-Поволжье | 14 из 16 | 30 | 5  | 6  | 19 | 32-72 | 21 | 1/256     |                                                     |
| 2010    | Второй дивизион, Урал-Поволжье | 7 из 14  | 26 | 12 | 9  | 5  | 49-32 | 45 | 1/256     |                                                     |
| 2011/12 | Второй дивизион, Урал-Поволжье | 1 из 14  | 39 | 26 | 8  | 5  | 68-25 | 86 | 1/64      | Выход в ФНЛ                                         |
| 2012/13 | ФНЛ                            | 7 из 17  | 32 | 13 | 8  | 11 | 44-40 | 47 | 1/32      |                                                     |
| 2013/14 | ФНЛ                            | 17 из 19 | 36 | 7  | 12 | 17 | 38-45 | 33 | 1/16      | Вылет в ПФЛ                                         |
| 2014/15 | ПФЛ, Урал-Поволжье             | 8 из 11  | 24 | 7  | 5  | 12 | 24-32 | 26 | 1/32      |                                                     |
| 2015/16 | ПФЛ, Урал-Поволжье             | 1 из 10  | 27 | 18 | 6  | 3  | 56-15 | 60 | 1/64      | Выход в ФНЛ                                         |
| 2016/17 | ФНЛ                            | 20 из 20 | 38 | 6  | 9  | 23 | 28-53 | 27 | 1/32      | Вылет в ПФЛ                                         |
| 2017/18 | ПФЛ, Урал-Приволжье            | 6 из 13  | 24 | 12 | 6  | 6  | 42-21 | 42 | 1/256     |                                                     |
| 2018/19 | ПФЛ, Урал-Приволжье            | 1 из 11  | 25 | 20 | 3  | 2  | 53-14 | 63 | 1/16      | Выход в ФНЛ                                         |
| 2019/20 | ФНЛ                            | 5 из 20  | 27 | 13 | 9  | 5  | 38-25 | 48 | 1/32      | Утверждены промежуточные результаты                 |
| 2020/21 | ФНЛ                            | 7 из 22  | 42 | 20 | 10 | 12 | 64-44 | 70 | 1/64      |                                                     |
| 2021/22 | Первый дивизион ФНЛ            | 8 из 20  | 38 | 17 | 7  | 14 | 60-43 | 58 | 1/64      |                                                     |
| 2022/23 | Первая лига                    | 6 из 18  | 34 | 12 | 11 | 11 | 34-33 | 47 | 5-й раунд |                                                     |
| 2023/24 | Первая лига                    |          |    |    |    |    |       |    | 5-й раунд |                                                     |

1. ↑  Вследствие пандемии COVID-19 первенство не было доиграно.
2. 1 2  Путь регионов.

## Состав
| 1  | Флаг России | Вр  | Андрей Голубев      | 1993 |  |  |  |  |  |
| 28 | Флаг России | Вр  | Никита Янович       | 2003 |  |  |  |  |  |
| 32 | Флаг России | Вр  | Николай Присяжненко | 2002 |  |  |  |  |  |
| 68 | Флаг России | Вр  | Никита Генералов    | 2008 |  |  |  |  |  |
|    |             |     |                     |      |  |  |  |  |  |
| 2  | Флаг России | Защ | Марат Ситдиков      | 1991 |  |  |  |  |  |
| 3  | Флаг России | Защ | Данила Сагуткин     | 1996 |  |  |  |  |  |
| 16 | Флаг России | Защ | Максим Шоркин       | 1990 |  |  |  |  |  |
| 17 | Флаг России | Защ | Эдуард Валиахметов  | 1997 |  |  |  |  |  |
| 24 | Флаг России | Защ | Александр Кахидзе   | 1999 |  |  |  |  |  |
| 65 | Флаг России | Защ | Николай Толстопятов | 2002 |  |  |  |  |  |
|    |             |     |                     |      |  |  |  |  |  |

| 6  | Флаг России | ПЗ  | Даниил Родин       | 2002 |  |  |  |  |  |
| 9  | Флаг России | ПЗ  | Кирилл Морозов     | 1995 |  |  |  |  |  |
| 33 | Флаг России | ПЗ  | Линар Шарифуллин   | 2001 |  |  |  |  |  |
| 47 | Флаг России | ПЗ  | Ренат Голыбин      | 2005 |  |  |  |  |  |
| 90 | Флаг России | ПЗ  | Константин Шильцов | 2002 |  |  |  |  |  |
| 99 | Флаг России | ПЗ  | Данила Емельянов   | 2000 |  |  |  |  |  |
|    |             |     |                    |      |  |  |  |  |  |
| 7  | Флаг России | Нап | Султан Джамилов    | 1995 |  |  |  |  |  |
| 10 | Флаг России | Нап | Рашид Магомедов    | 1997 |  |  |  |  |  |
| 11 | Флаг России | Нап | Саид Алиев         | 1998 |  |  |  |  |  |
| 14 | Флаг России | Нап | Матвей Першин      | 2003 |  |  |  |  |  |

## Тренерский штаб
| Должность       | Имя                |
| --------------- | ------------------ |
| Главный тренер  | Кирилл Новиков     |
| Тренер          | Константин Деменко |
| Тренер          | Юрий Бавыкин       |
| Тренер вратарей | Дмитрий Лукошкин   |

## Игроки, проведшие за клуб более 200 матчей
- Андрей Ситчихин (426 матчей / 26 голов)
- Юрий Будылин (294 матча / 65 голов)
- Евгений Ефремов (286 матчей / 4 гола)
- Эдуард Анисахаров (232 матча / 20 голов)
- Павел Рябошапка (228 матчей / 18 голов)
- Айрат Ахметгалиев (213 матчей / 50 голов)

## Главные тренеры
- 1991—1992 (до второго круга) — Владимир Морозов
- 1992 (второй круг) — Владимир Муханов
- 1993—1996 (до августа) — Геннадий Сарычев
- 1996 (с августа) — 1997 (до августа) — Виктор Антихович
- 1997 (с августа) — Александр Афонин
- 1998 (до июня) — Геннадий Сарычев
- 1998 (с июня) — Борис Синицын
- 1999—2001 (до мая) — Иван Буталий
- 2001 (с мая) — 2002 — Владимир Морозов
- 2003—2004 (до середины мая) — Владимир Пачко
- 2004 (май-июнь) — Владимир Клонцак, и. о.
- 2004 (июнь-август) — Александр Ефремов
- 2004 (сентябрь) — 2005 (апрель) — Владимир Клонцак
- 2005 (апрель-май) — Владимир Морозов
- 2005 (май) — 2010 (январь) — Владимир Клонцак
- 2010 (январь) — 2011 (январь) — Станислав Цховребов
- 2011 (февраль) — 2011 (март) — Владимир Ежуров, и. о.
- 2011 (март) — 2012 (июнь) — Андрей Ситчихин
- 2012 (июнь) — 2013 — Дмитрий Огай
- 2013 (июнь) — 2014 (май) — Рустем Хузин
- 2014 (июнь) — 2015 (август) — Андрей Ситчихин
- 2015 (август) — 2016 (декабрь) — Рустем Хузин
- 2017 (январь) — 2020 (декабрь) — Юрий Уткульбаев
- с 2021 (январь) — Кирилл Новиков